# Mordgrundbrücke
Die Mordgrundbrücke ist eine Straßenbrücke der Bautzner Straße/Bautzner Landstraße (Bundesstraße 6) im Dresdner Stadtteil Loschwitz über den im Mordgrund fließenden Mordgrundbach. Die „technikgeschichtlich und verkehrsgeschichtlich bedeutend[e]“ sowie „gestalterisch und konstruktiv bemerkenswerte Anlage“ steht als Kulturdenkmal unter Schutz. Die Brücke ist als Steinbogenbrücke ausgeführt, wobei sich der Bogen stromauf stufenweise verjüngt.

## Lage

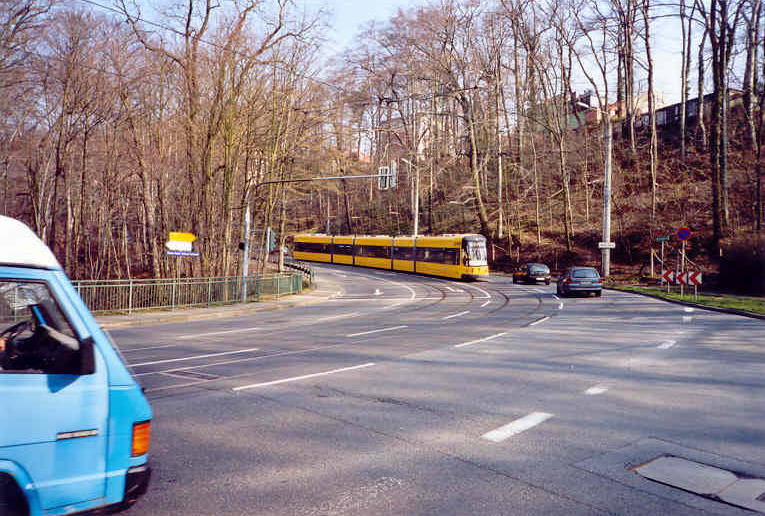
Stadtauswärtiger Blick auf die Bundesstraße 6 auf Höhe der Mordgrundbrücke, rechts zweigt die Schillerstraße ab.

Die Brücke befindet sich im Nordosten der Gemarkung Loschwitz. Wenige Meter weiter nordöstlich beginnt die Dresdner Heide und östlich davon der Weiße Hirsch. Nördlich der Brücke befindet sich spitz zulaufend das östliche Ende des Albertparks – derjenige Teil der Dresdner Heide, der zur Gemarkung Neustadt zählt.
Die Brücke ist der Übergang von der innerstädtischen Bautzner Straße in die Bautzner Landstraße, von letzterer zweigt nach dem Mordgrund die Schillerstraße nach Loschwitz ab.
Rund 130 Meter nordwestlich der Brücke steht ein denkmalgeschütztes Standbild des Zentauren Cheiron, 1902 geschaffen von Otto Petrenz.

## Geschichte

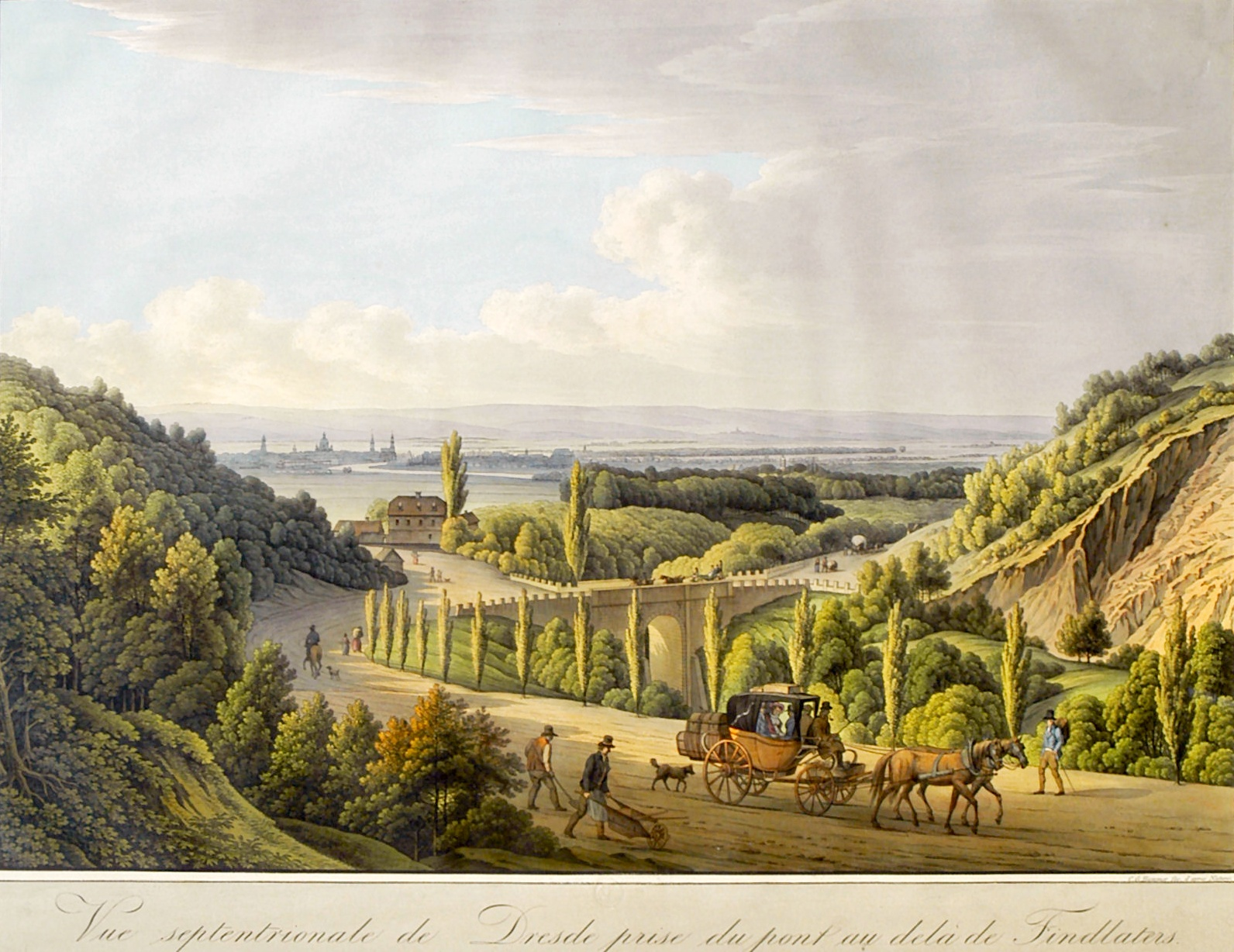
Stadtwärtiger Blick auf die Mordgrundbrücke nach 1826 (Gemälde von Christian Gottlob Hammer), links der Abzweig nach Loschwitz, im Vordergrund die Bautzner Landstraße

Eine Brücke an dieser Stelle wurde 1420 erstmals urkundlich erwähnt und 1587 als Steinbrücke bezeichnet. Nach einem Einsturz war sie 1784 als Holzbrücke vorhanden und 1828 erneut als Steinbrücke ausgeführt. Letztere, noch heute vorhandene Brücke wurde von Maurermeister Donath ausgeführt. Bei einer damaligen Breite von 11 Ellen (6,2 Meter) betrugen die Baukosten 3000 Taler.
Etwa 300 Meter nordöstlich der Brücke, oberhalb des jetzigen Flächennaturdenkmals Steinbruch am Mordgrund, errichteten preußische Truppen 1758/1760 während des Siebenjährigen Kriegs eine Schanze, die 1813 von französischen Truppen als Beobachtungsposten genutzt wurde und seither Napoleonschanze genannt wird. Sie ist die letzte vollständig erhaltene Schanze in Dresden und das größte archäologische Denkmal in der Dresdner Heide. Von dort aus konnte nicht nur die Mordgrundbrücke als Teil der Handelsroute zwischen Schlesien und der sächsischen Hauptstadt überwacht werden, sondern es gab auch einen Blick ins Elbtal bei Loschwitz mit den dortigen Schiffsverbindungen.
Vor der Brücke an der damaligen Stadtgrenze befand sich eine Hebestelle – eine Zollstation zur Entrichtung des Zolls für eingeführte Waren. Im Jahr 1910 diente das Gebäude als Trinkhalle. Später wurde es zerstört.
Die bestehende Pferdestraßenbahnlinie auf der Bautzner Straße wurde bis 1889 elektrifiziert und in Richtung Bühlau erweitert (siehe auch Bühlauer Außenbahn). Für die am 22. August 1899 eröffnete Strecke wurde auch die Haltestelle Mordgrundbrücke angelegt. Seit der Stilllegung der Strecke nach Räcknitz 1933 weist der Abschnitt von der Mordgrundbrücke zum Weißen Hirsch mit 77 Promille die größte Steigung im Dresdner Straßenbahnnetz auf.